# Opgravingsvergunning
Een opgravingsvergunning is een door de Nederlandse rijksoverheid verstrekte toestemming van de Rijksdienst voor het Cultureel Erfgoed als uitvoeringsorgaan namens de Minister van Onderwijs, Cultuur en Wetenschap om in Nederland archeologisch veldonderzoek door opgravingen te mogen verrichten.
De vergunning wordt verleend op basis van de artikelen 45-48 van de Monumentenwet 1988. De aanvrager moet voldoen aan een aantal criteria, onder meer op het gebied van bedrijfsvoering, vakbekwaamheid, wetenschappelijke verantwoording en persoonlijke integriteit. Als men aan deze eisen voldoet, wordt men geacht onderzoek te kunnen uitvoeren volgens normen, voorgeschreven in de Kwaliteitsnorm Nederlandse Archeologie. Opgravingsvergunningen worden sinds maart 2008 verstrekt. Een aantal archeologische organisaties hebben een dergelijke vergunning verkregen, alsmede een aantal opgravingsdiensten van gemeenten en de vier universiteiten met een volwaardige archeologie-afdeling.